# Гравюр-айдол
Гравюр-айдол (яп. グラビアアイドル gurabia aidoru) — японская женщина-модель, которая в основном снимается для журналов, особенно мужских, фотокниг или DVD. Она считается частью общей индустрии идолов в Японии.
Гравюр-айдол появляются в широком диапазоне фотографических стилей и жанров. Их фотографии в основном рассчитаны на мужскую аудиторию, а позы или действия нацелены на провокацию или наводят на размышления, обычно подчеркивая игривость и невинность, а не агрессивную сексуальность. Хотя гравюр-айдолы иногда носят одежду, обнажающую большую часть их тела, они редко предстают полностью обнаженными. Гравюр-айдол могут быть как в тинейджерском, так и в тридцатилетнем возрасте. В дополнение к появлению в основных журналах, гравюр-айдолы часто выпускают собственные профессиональные фотоальбомы и DVD для своих поклонников. Многие популярные японские идолы женского пола начали свою карьеру именно как гравюр-айдолы.
С 2008 года проводится награждение наградой Gravure Idol Award.